# Acanthodactylus scutellatus
Acanthodactylus scutellatus es una especie de lagarto del género Acanthodactylus, familia Lacertidae, orden Squamata. Su masa corporal es de aproximadamente 11,35 g.

## Distribución
Se distribuye por Marruecos, Argelia, Túnez, Libia, Egipto, Israel, Jordania, Malí, Níger, Chad, Sudán, Irak, Arabia Saudita y Kuwait.

## Taxonomía
Fue descrita por Audouin en 1827.
Tratamiento taxonómico
La especie aparece registrada y publicada en Explication sommaire des planches de reptiles (supplément) ... offrant un exposé des caractères naturels des genres, avec la distinction des espèces. In: Savigny, M. J. C. L. de., Description d’Égypte, Vol. l. Historie Naturelle.